# Băutură energizantă

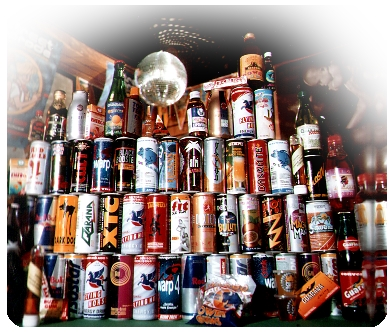
Mărci de băuturi energizante

Băutură energizantă (în engleză: energy drink) este o băutură ce conține combinații variate de carbohidrați, vitamine, minerale și cel puțin una dintre aceste substanțe: cofeină, taurină și D-glucurono-g-lactonă (glucuronolactonat).
Băuturile energizante au intrat pe piață fără a fi reglementate de instituțiile avizate, ci având doar denumirea comercială dată de producători pentru a încadra o categorie de băuturi. În S.U.A. au fost numeroase controverse legate de băuturile energizante, peste 100 de medici înaintând o petiție în care se cerea cu insistență indicarea exactă a cantității de cofeină conținută de o băutură energizantă.
Băuturi energizante sunt definite și băuturile sportive ce conțin electrolit și un nivel ridicat de carbohidrați ce furnizează energie organismului și care sunt folosite în general de către sportivi.

## Scurt istoric
În anul 1929, în Marea Britanie, se consuma în spitale băutura “Lucozade” de către pacienții care urmau tratamente de recuperare de pe urma anumitor boli.

Prima băutură energizantă comercializată, Lipivitan-D, a fost produsă în Japonia în anii 60 de către Taisho Pharmaceuticals și era oferită muncitorilor pentru a rezista unui program de lucru prelungit. Lipivitan conținea un amestec de vitamine B1, B2, B6, dar și niacină și taurină care sunt agenți metabolici ce stimulează energia și concentrarea. Această băutură a crescut în popularitate în Asia, în special în rîndurile tinerilor și în cluburile de noapte.
În decada următoare Lipivitan-D este comercializat în Tailanda sub denumirea  „Krating Daeng”, dar și în  Austria, Suedia, Australia, Canada și Noua Zeelandă unde este redenumită „Thai Red Bull”, în care ingredientul principal era taurina.
Prima bautură răcoritoare cu conținut ridicat de cofeină, “Jolt Cola”, a apărut în S.U.A. în anul 1985, produsă de Wet Planet Beverages.
În anul 1987, antreprenorul austriac Dietrich Mateschitz readuce această idee originală în Europa. El a adăugat băuturii Thai Red Bull cofeină și zahăr, după care i-a dat numele de „Red Bull”.  Această băutură a ajuns într-un timp foarte scurt extrem de populară în Europa. În S.U.A. este introdusă în 1997 crescând continuu în popularitate, astfel că în anul 2005, creșterea consumului de băuturi energizante ajunge la peste 60 %.  Această creștere explozivă a determinat apariția unei game largi de băuturi energizante.

## Ingrediente
În general, băuturile energizante conțin apă, zahăr, carbohidrați, stabilizatori, dar mai ales cofeină, guarana, taurină, complexul de vitamine B, substanțe care le conferă proprietatea specială de energizante.  

### Carbohidrați
Carbohidrații eliberează lent energie, sunt derivați din sucroză și se digeră mult mai lent în organism, eliberând energie într-un ritm constant.

### Cofeină
Cofeina este cel mai important ingredient din băuturile energizante fiind un cunoscut stimulent, iar nivelul său poate varia. Cantitatea medie de cofeină dintr-o băutură energizantă este de circa 100-150 mg, de aproape 3 ori mai mult decât într-o băutură de tip cola. Excesul a fost asociat cu o varietate de efecte adverse precum hipertensiune, naștere prematură sau chiar deces.

### Guarana
Cunoscută și sub numele de cacao braziliană, guarana este o plantă originară din America de Sud care conține guaranină. Un gram de guaranină echivalează cu 40 mg de cofeină.

### Taurină
Este unul dintre cei mai întâlniți aminoacizi din corp. Produs în mod natural de organismul uman, taurina poate sprijini dezvoltarea creierului și regla nivelul mineralelor și al apei din corp, are efecte antioxidante și protejează sistemul nervos, putând inclusiv să îmbunătățească performanța sportivilor; în general, în băuturile energizante se găsește o cantitate mai mare de taurină decât necesarul zilnic.

### Ginseng
Ginsengul întărește sistemul imunitar, îmbunătățește starea de spirit și performanța organismului la efort.

### Zahăr
Zahărul din băuturile energizante poate fi sub forma glucozei ori a fructozei. Consumul a două sau trei băuturi energizante conține între 120 mg și 180 mg de zahăr, de patru până la șase ori mai mult față de doza zilnică recomandată.

### Vitamine B
Vitaminele B sunt implicate în metabolizarea carbohidraților până la stadiul de glucoză, sursa de energie în timpul eforturilor intense, dar și în metabolismul grăsimilor și proteinelor:
- Vitamina B1 ajută la conversia glucozei în energie
- Vitamina B6 este cofactor în reacțiile enzimatice, multe dintre ele având legatură cu metabolismul aminoacizilor
- Vitamina B12 joacă un rol important în metabolismul energetic

Cantitatea de vitamină B dintr-o băutură energizantă ajunge până la 20 … 80 de ori mai mare din cantitatea zilnică recomandată.

### L-carnitină
Vitamina Bt sau L-carnitină este un element important în metabolismul energetic la nivelul multor organe, cum ar fi inima, ficatul, mușchii și celulele sistemului imunitar; joacă un rol esențial în producerea energiei din grăsime, de aceea este importantă în efortul de lungă durată, dar și în recuperarea după efort.

### Riboză
Este un monozaharid care stimulează procesele metabolismului energetic și accelerează refacerea țesuturilor.

## Băutură sportivă
Băuturile sportive (engleză: sport drinks) denumite și băuturi izotonice sau băuturi energetice sunt băuturi care conțin circa 8% carbohidrați, necesari alimentării organismului în timpul efortului și electroliți (clorură de sodiu, magneziu, potasiu etc) destinați să rehidrateze organismul, precum și zaharuri. 
Băuturile sportive pot fi împărțite în trei categorii: 
- izotonice: conțin concentrații similare de sare și zahăr ca organismul uman.
- hipertonice: conțin o concentrație mai mare de sare și zahăr
- hipotonice:  conțin o concentrație mai mică de sare și zahăr

Majoritatea băuturilor sportive sunt moderat izotonice, având între 13 și 19 g electroliți pe 250 ml. 

### Exemple de băuturi sportive
- Gatorade
- Isostar
- Isotec
- Lucozade
- Nutrend
- Powerade
- Sponser
- Vitargo

## Efecte asupra organismului

### Efecte pozitive
Dintre efectele băuturilor energizante, cele mai frecvente sunt creșterea puterii de concentrare și îmbunătățirea capacităților cognitive. Pe termen scurt, stimulentele conținute de acestea reușesc să combată starea de somnolență, acționează asupra sistemului nervos central și îmbunătățesc funcționarea întregului organism. Un alt avantaj este că sunt ușor de procurat și transportat și pot fi consumate oriunde, spre deosebire de cafea, care necesită un timp de preparare mai mare.

### Efecte negative
Numeroasele studii efectuate în ultimii ani în mai multe țări cu un ridicat nivel de consum al băuturilor energizante, au arătat că majoritatea efectelelor adverse raportate sunt cauzate de dozele mari de cofeină conținute de energizante, atunci când au fost consumate mai multe doze cu o singură ocazie. 
Câteva din efectele adverse observate au fost: 
- creșterea pulsului și a tensiunii sângelui
- palpitații
- stare de agitație
- tremurat
- dureri de cap
- dureri în piept și dificultăți de respirație
- urinare frecventă
- deshidratare
- diaree
- dureri de stomac
- insomnie

Un alt efect al consumului regulat de energizante este depedența de cofeină, mult mai puternică decât în cazul consumatorilor de cafea. Prin expunerea repetată la cantități mari de cofeină, organismul va experimenta simptome de sevraj atunci când nu mai primește substanța.
De asemenea, consumul de băuturi energizante în combinație cu alcool este cât se poate de periculos, deoarece efectul stimulant neutralizează reacțiile organismului la o cantitate mare de alcool și astfel intervine subestimarea stării de ebrietate.
Datorită acestor efecte negative, băuturile energizante sunt destul de contestate, iar în unele țări au fost chiar interzise. 
Băuturile izotonice în caz de consum excesiv pot duce la hiponatremie, urmată de instalarea stării de moleșeală. Aceasta datorită încetinirii reacțiilor sistemului nervos central.
Băuturile sportive sunt recomandate în special sportivilor de performanță, fiind mai puțin eficiente  organismului în cazul mișcărilor fizice ocazionale (fitness, alergare) și în niciun caz pentru persoanele care nu fac exerciții fizice, dar vor să se hidrateze mai bine.